# Paraphemone
Paraphemone is een kevergeslacht uit de familie van de boktorren (Cerambycidae). De wetenschappelijke naam van het geslacht werd voor het eerst geldig gepubliceerd in 1935 door Gressitt.

## Soorten
Paraphemone is monotypisch en omvat slechts de volgende soort:
- Paraphemone multimaculata Gressitt, 1935